# 1998年のスポーツ
- 年度別スポーツ記事一覧

1998年のスポーツでは、1998年（平成10年）のスポーツ関連の出来事についてまとめる。

## できごと
- 1月18日
  - 第3回全国都道府県対抗男子駅伝が広島市で開催され、福岡県が2時間18分15秒で初優勝。
- 2月7日～22日 - 長野オリンピックが開催される。
- 3月28日 - 世界距離別スピードスケート選手権大会で、清水宏保が500m34秒82の世界新記録。
- 5月27日 - 大相撲の若乃花勝が横綱昇進。
- 6月10日 - FIFAワールドカップ・フランス大会開幕。日本は大会初出場。
- 6月14日 - NBAのマイケル・ジョーダンが、シカゴ・ブルズ最後の試合を優勝で飾る。
- 7月12日 - W杯決勝で、開催国のフランスがブラジルを 3 - 0 で破り初優勝。
- 7月22日 - Jリーグの中田英寿、イタリア・セリエAのACペルージャ移籍を発表。
- 8月9日 -  シーキングザパールがモーリス・ド・ゲスト賞に勝利。日本調教馬として初めて海外GIを制覇した。
- 8月22日 - 横浜高校、第80回全国高等学校野球選手権記念大会で優勝。投手の松坂大輔は決勝戦でノーヒットノーランを達成。
- 9月8日 - メジャーリーグベースボールのマーク・マグワイアが本塁打年間最多記録を更新（→1998年のMLBシーズン最多本塁打記録対決）。

## 総合競技大会
- 第18回長野オリンピック （2月7日～22日） - 日本の獲得メダル:金5、銀1、銅4

| 第18回長野オリンピック       | 第18回長野オリンピック | 第18回長野オリンピック | 第18回長野オリンピック | 第18回長野オリンピック | 第18回長野オリンピック |
| 順位                         | 国・地域名             | 金                     | 銀                     | 銅                     | 計                     |
| ---------------------------- | ---------------------- | ---------------------- | ---------------------- | ---------------------- | ---------------------- |
| 1                            | ドイツ                 | 12                     | 9                      | 8                      | 29                     |
| 2                            | ノルウェー             | 10                     | 10                     | 5                      | 25                     |
| 3                            | ロシア                 | 9                      | 6                      | 3                      | 18                     |
| 4                            | カナダ                 | 6                      | 5                      | 4                      | 15                     |
| 5                            | アメリカ               | 6                      | 3                      | 4                      | 13                     |
| 6                            | オランダ               | 5                      | 4                      | 2                      | 11                     |
| 7                            | 日本                   | 5                      | 1                      | 4                      | 10                     |
| 8                            | オーストリア           | 3                      | 5                      | 9                      | 17                     |
| 9                            | 韓国                   | 3                      | 1                      | 2                      | 6                      |
| 10                           | イタリア               | 2                      | 6                      | 2                      | 10                     |
| 詳細は長野オリンピックを参照 |                        |                        |                        |                        |                        |

- 第7回長野パラリンピック（3月5日～14日） - 日本の獲得メダル:金12、銀16、銅13
- 第4回ワールドマスターズゲームズ（アメリカ・ポートランド・8月9日～22日）
- 第13回アジア競技大会（バンコク・12月6日～20日） - 日本の獲得メダル:金52、銀61、銅68
- 第53回かながわ・ゆめ国体（冬季スケート・アイスホッケー - 岩手県・1月24日～28日、冬季スキー・バイアスロン - 岩手県・2月25日～28日、夏季 - 神奈川県・9月12日～15日、秋季 - 神奈川県・10月24日～29日）
天皇杯順位：優勝 神奈川県、第2位 東京都、第3位 大阪府
皇后杯順位：優勝 神奈川県、第2位 大阪府、第3位 愛知県

## アイスホッケー
- スタンレーカップ決勝（1997-1998シーズン）
デトロイト・レッドウィングス （4戦全勝） ワシントン・キャピタルズ

## アメリカンフットボール

### NFL
- AFCチャンピオンシップゲーム（1月11日、ピッツバーグ、スリー・リバース・スタジアム）
デンバー・ブロンコス 24 - 21 ピッツバーグ・スティーラーズ
- NFCチャンピオンシップゲーム（1月11日、サンフランシスコ、3Comパーク）
グリーンベイ・パッカーズ 23 - 10 サンフランシスコ・49ers
- 第32回スーパーボウル (1月25日、カリフォルニア州・クアルコム・スタジアム)
デンバー・ブロンコス(AFC、初優勝) 31 - 24 グリーンベイ・パッカーズ(NFC)

### 日本の大会
- 第51回ライスボウル（1月3日、東京都文京区・東京ドーム）
鹿島ディアーズ(社会人代表) 39-0 法政大学トマホークス(学生代表）
- 第53回毎日甲子園ボウル(12月19日、兵庫県西宮市・阪神甲子園球場）
立命館大学パンサーズ(関西学生代表) 25-17 法政大学トマホークス(関東学生代表)
- 第12回東京スーパーボウル (12月16日、東京都文京区・東京ドーム）
リクルートシーガルズ 45-24 アサヒビールシルバースター

## 競馬

### 日本のGI競走
中央競馬
- フェブラリーステークス（東京競馬場・2月1日）優勝：グルメフロンティア、騎手：岡部幸雄
- 桜花賞（阪神競馬場・4月12日）優勝：ファレノプシス、騎手：武豊
- 皐月賞（中山競馬場・4月19日）優勝：セイウンスカイ、騎手：横山典弘
- 天皇賞（春）（京都競馬場・5月3日） 優勝：メジロブライト、騎手：河内洋
- NHKマイルカップ（東京競馬場・5月17日） 優勝：エルコンドルパサー、騎手：的場均
- 高松宮記念（中京競馬場・5月24日）優勝：シンコウフォレスト、騎手：四位洋文
- 優駿牝馬（オークス）（東京競馬場・5月31日) 優勝：エリモエクセル、騎手：的場均
- 東京優駿（日本ダービー）（東京競馬場・6月7日) 優勝：スペシャルウィーク、騎手：武豊
- 安田記念（東京競馬場・6月14日) 優勝：タイキシャトル、 騎手：岡部幸雄
- 宝塚記念（京都競馬場・7月12日) 優勝：サイレンススズカ、 騎手：南井克巳
- 秋華賞（京都競馬場・10月25日) 優勝：ファレノプシス、騎手：武豊
- 天皇賞（秋）（東京競馬場・11月1日） 優勝：オフサイドトラップ、騎手：柴田善臣
- 菊花賞（京都競馬場・11月8日） 優勝：セイウンスカイ、騎手：横山典弘
- エリザベス女王杯（京都競馬場・11月15日） 優勝：メジロドーベル、騎手：吉田豊
- マイルチャンピオンシップ（京都競馬場・11月22日） 優勝：タイキシャトル、騎手：岡部幸雄
- ジャパンカップ（東京競馬場・11月29日）優勝：エルコンドルパサー、騎手：蛯名正義
- 阪神3歳牝馬ステークス（阪神競馬場・12月6日）優勝：スティンガー、騎手：マイケル・キネーン
- 朝日杯3歳ステークス（中山競馬場・12月13日）優勝：アドマイヤコジーン、騎手：マイケル・ロバーツ
- スプリンターズステークス（中山競馬場・12月20日）優勝：マイネルラヴ、騎手：吉田豊
- 有馬記念（中山競馬場・12月27日）優勝：グラスワンダー、騎手：的場均

地方競馬
- 川崎記念　(川崎競馬場・1月28日）優勝：アブクマポーロ、騎手：石崎隆之
- 帝王賞（大井競馬場・6月24日）優勝：アブクマポーロ、騎手：石崎隆之
- マイルチャンピオンシップ南部杯（盛岡競馬場・10月10日）優勝：メイセイオペラ、騎手：菅原勲
- ダービーグランプリ（水沢競馬場・12月4日）優勝：ナリタホマレ、騎手：マイケル・ロバーツ
- 東京大賞典（大井競馬場・12月23日）優勝：アブクマポーロ 、騎手：石崎隆之

### JRA賞
- 年度代表馬・最優秀5歳以上牡馬・最優秀短距離馬　タイキシャトル
- 最優秀3歳牡馬　アドマイヤコジーン
- 最優秀3歳牝馬　スティンガー
- 最優秀4歳牡馬　エルコンドルパサー
- 最優秀4歳牝馬　ファレノプシス
- 最優秀5歳以上牝馬　メジロドーベル
- 最優秀父内国産馬　メジロブライト
- 最優秀ダートホース　ウイングアロー
- 最優秀障害馬　ノーザンレインボー
- 特別賞　サイレンススズカ

## ゴルフ

### 世界4大大会（男子）
- マスターズ優勝者：マーク・オメーラ（アメリカ）
- 全米オープン優勝者：リー・ジャンセン（アメリカ）
- 全英オープン優勝者：マーク・オメーラ（アメリカ）
- 全米プロゴルフ優勝者：ビジェイ・シン（フィジー）

タイガー・ウッズをはじめとする若手の台頭に抵抗するかのように、この年の男子メジャー大会はすべてベテラン選手が制覇し、オメーラがマスターズと全英オープンの年間2冠を獲得した。オメーラとジャンセンの両選手はこれが（現時点で）最後のPGAツアー優勝になっているが、全米プロゴルフ選手権優勝のシンは35歳で遅い開花を果たした。

### 世界4大大会（女子）
- クラフト・ナビスコ選手権優勝者：パット・ハースト（アメリカ）
- 全米女子プロゴルフ優勝者：朴セリ（韓国）
- 全米女子オープン優勝者：朴セリ（韓国）
- デュモーリエ・クラシック優勝者：ブランディ・バートン（アメリカ）

朴セリがわずか20歳の若さで全米女子プロゴルフと全米女子オープンの年間2冠を獲得し、注目を集めた。

### 日本
- 賞金王（男子）：尾崎将司
- 賞金女王：服部道子

## サッカー
- 1998 FIFAワールドカップ決勝（フランス・7月12日）
フランス 3 - 0 ブラジル

日本代表は宿願のW杯初出場を果たしたが、グループリーグで敗退した。現地へ観戦に出かけた日本人のファンが入場券を手に入れられない“幽霊チケット事件”が問題になった大会。フランス代表のエース、ジネディーヌ・ジダン選手が世界的な人気者になった。
- 天皇杯全日本サッカー選手権大会決勝
鹿島アントラーズ 3-0 横浜フリューゲルス
- ゼロックス・スーパーカップ
鹿島アントラーズ 2-1 ジュビロ磐田
- Jリーグ
  - 第1ステージ優勝:鹿島アントラーズ
  - 第2ステージ優勝:ジュビロ磐田
  - 年間優勝:鹿島アントラーズ
- ナビスコカップ優勝 - ジュビロ磐田

## テニス

### グランドスラム
- 全豪オープン　男子単優勝：ペトル・コルダ（チェコ）、女子単優勝：マルチナ・ヒンギス（スイス）
- 全仏オープン　男子単優勝：カルロス・モヤ（スペイン）、女子単優勝：アランチャ・サンチェス（スペイン）
- ウィンブルドン　男子単優勝：ピート・サンプラス（アメリカ）、女子単優勝：ヤナ・ノボトナ（チェコ）
- 全米オープン　男子単優勝：パトリック・ラフター（オーストラリア）、女子単優勝：リンゼイ・ダベンポート（アメリカ）

## プロレス
- プロレス大賞MVP:小橋建太（全日本プロレス）2回目
- G1クライマックス（新日本プロレス）優勝：橋本真也（初優勝）
- 世界最強タッグ決定リーグ戦（全日本プロレス） 優勝：小橋建太&秋山準「超世代軍」組（初優勝）

## 誕生
- 1月21日 - 津波響樹（沖縄県、陸上競技)
- 1月24日 - 松田鈴英 (滋賀県、ゴルフ)
- 3月5日 - セキユウティン (中国、ゴルフ)
- 3月16日 - 北口榛花（北海道、陸上競技)
- 3月16日 - ケイト・ロータス（兵庫県、総合格闘技)
- 3月26日 - 宮原知子（京都府、フィギュアスケート）
- 4月15日 - 小祝さくら（北海道、ゴルフ）
- 4月24日 - ユ・ボムソク (韓国、アイスホッケー)
- 5月3日 - 池田向希（静岡県、陸上競技)
- 5月11日 - イ・ジュヒョン (韓国、アイスホッケー)
- 5月23日 - 金谷拓実（広島県、ゴルフ）
- 5月23日 - 宮本芽依（三重県、キックボクシング）
- 6月5日 - ユリア・リプニツカヤ（ロシア、フィギュアスケート）
- 6月13日 - 淺井咲希 (兵庫県、ゴルフ)
- 6月16日 - 堂安律（兵庫県、サッカー）
- 6月28日 - 松山奈未（福岡県、バドミントン選手）
- 7月1日 - 勝みなみ（鹿児島県、ゴルフ）
- 7月20日 - 張俊（中国、陸上競技）[1]
- 7月24日 - 高橋彩華 (新潟県、ゴルフ)
- 7月28日 - ネリー・コルダ（アメリカ、ゴルフ)
- 7月29日 - 植竹希望 (東京都、ゴルフ)
- 8月10日 - 大里桃子（熊本県、ゴルフ）
- 8月18日 - 那須川天心（千葉県、キックボクシング）
- 8月29日 - 河本結 (愛媛県、ゴルフ)
- 9月6日 - 鈴木梨羅 (千葉県、重量挙げ)
- 10月12日 - 鬼塚雅（熊本県、スノーボード）
- 10月24日 - 田中瑞希 (熊本県、ゴルフ)
- 11月10日 - 伊東利来也（千葉県、陸上競技)
- 11月15日 - 渋野日向子（岡山県、ゴルフ）
- 11月29日 - 平野歩夢（新潟県、スノーボード）
- 12月7日 - 臼井麗香 (栃木県、ゴルフ)
- 12月7日 - イ・ジョンミン (韓国、アイスホッケー)
- 12月15日 - 田中佑美（大阪府、陸上競技)
- 12月20日 - 新垣比菜（沖縄県、ゴルフ）

## 死去
- 1月1日 - ヘレン・ウィルス・ムーディ（アメリカ、テニス、*1905年）
- 1月9日 - リア・マノリウ（ルーマニア、陸上競技、*1932年）
- 2月6日 - 田中利明（北海道、卓球、*1935年）
- 3月10日 - 剣晃敏志（大阪府、大相撲、*1967年）
- 4月6日 - ルディー・ダーネンス（ベルギー、自転車競技、*1961年）
- 5月28日 - 平山菊二（山口県、野球、*1918年）
- 6月13日 - ビルゲル・ルート（ノルウェー、スキージャンプ、*1911年）
- 7月8日 - 村社講平（宮崎県、陸上競技、* 1905年）
- 7月8日 - リリ・デ・アルバレス（スペイン、テニス、*1905年）
- 8月3日 - 小池礼三（静岡県、水泳、*1915年）
- 8月22日 - 村山実（兵庫県、野球、* 1936年）
- 8月31日 - 渡辺省三（愛媛県、野球、*1933年）
- 9月3日 - 伴素彦（北海道、スキージャンプ、* 1905年）
- 9月21日 - フローレンス・ジョイナー（アメリカ、陸上競技、* 1959年）
- 11月7日 - ジョン・ハント（イギリス、登山家、*1910年）
- 11月10日 - ハル・ニューハウザー（アメリカ、野球、*1921年）
- 11月16日 - ルドビク・ダネク（チェコ、陸上競技、*1937年）
- 11月17日 - コルネリア・ボウマン（オランダ、テニス、*1903年）
- 11月27日 - 三輪田勝利（愛知県、野球、*1945年）
- 12月2日 - 織田幹雄（広島県、陸上競技、* 1905年）
- 12月9日 - アーチー・ムーア（アメリカ、ボクシング、*1913年）